# Дєдиков Микола Ілліч
Микола Ілліч Дєдиков (нар. 1901, село Русскіє Полянки Краснослободського повіту Пензенської губернії, тепер Мордовія, Російська Федерація — розстріляний 25 лютого 1939, Москва) — радянський партійний і державний діяч, 3-й, 2-й секретар Московського обкому ВКП(б). Депутат Верховної Ради СРСР 1-го скликання (1937—1938).

## Біографія
Народився в родині селянина-бідняка.
У жовтні 1914 — вересні 1917 року — чорнороб на шкіряному заводі Болотникова та на цегельному заводі Гур'єва у місті Краснослободську Пензенської губернії.
У листопаді 1917 — січні 1919 року — кур'єр фінансового відділу Краснослободського повітового виконкому Пензенської губернії.
У лютому — червні 1919 року — червоноармієць 2-го збірного полку РСЧА у місті Пскові та на Західному фронті. З червня по серпень 1919 року хворів, перебував у місті Краснослободську. У 1919 році вступив до комсомолу.
У вересні 1919 — березні 1920 року — інструктор Краснослободського повітового виконкому Пензенської губернії.
У квітні 1920 — грудні 1921 року — курсант-командир взводу командирських кулеметних курсів РСЧА у місті Пензі.
Член РКП(б) з травня 1920 року.
У січні 1922 — липні 1923 року — слухач і секретар партійного комітету Московської вищої військово-педагогічної школи.
У серпні 1923 — вересні 1928 року — викладач суспільствознавства і секретар партійного комітету Вищої стрілецької школи «Постріл» у Москві.
У жовтні 1928 — лютому 1933 року — слухач економічного відділення Інституту червоної професури у Москві, економіст-педагог.
У лютому 1933 — вересні 1935 року — завідувач відділу культурно-освітньої роботи Сталінського районного комітету ВКП(б) міста Москви.
У вересні 1935 — червні 1937 року — завідувач відділу агітації і партійної пропаганди Московського обласного комітету ВКП(б). Одночасно, з лютого по серпень 1937 року — директор Московської обласної школи пропагандистів.
У червні — серпні 1937 року — завідувач відділу агітації і пропаганди Московського міського комітету ВКП(б).
У серпні 1937 — квітні 1938 року — 3-й секретар Московського обласного комітету ВКП(б).
У квітні — жовтні 1938 року — 2-й секретар Московського обласного комітету ВКП(б).
16 листопада 1938 року заарештований органами НКВС СРСР. 25 лютого 1939 року засуджений до вищої міри покарання. Розстріляний у той же день, похований на Донському кладовищі Москви.
6 червня 1956 року посмертно реабілітований, а 8 грудня 1956 року посмертно відновлений в членах КПРС.